# چشمه آبگرم منطقه اوتا
چشمه آبگرم منطقه اوتا (به ژاپنی: 大田区の黒湯温泉ラクーア)  در محلهٔ کاماتا (蒲田) در منطقهٔ اوتا در توکیو پایتخت ژاپن واقع شده‌است. در این منطقه ۱۹ حمام آب‌معدنی یافت می‌شود  و  از نظر کثرت تعداد حمام‌های آب معدنی مقام نخست را در بین مناطق ویژه توکیو داراست.

## دسترسی به منطقه
- خط جی آر، خط که‌ایهین-توهوکو، ایستگاه کاماتا
- خط توکیو ایکه‌گامی،  ایستگاه ایکه‌گامی